# District de Baitadi
Le district de Baitadi (en népalais : बैतडी जिल्ला) est l'un des 77 districts du Népal. Il est rattaché à la province de Sudurpashchim Pradesh. La population du district s'élevait à 250 225 habitants en 2011.

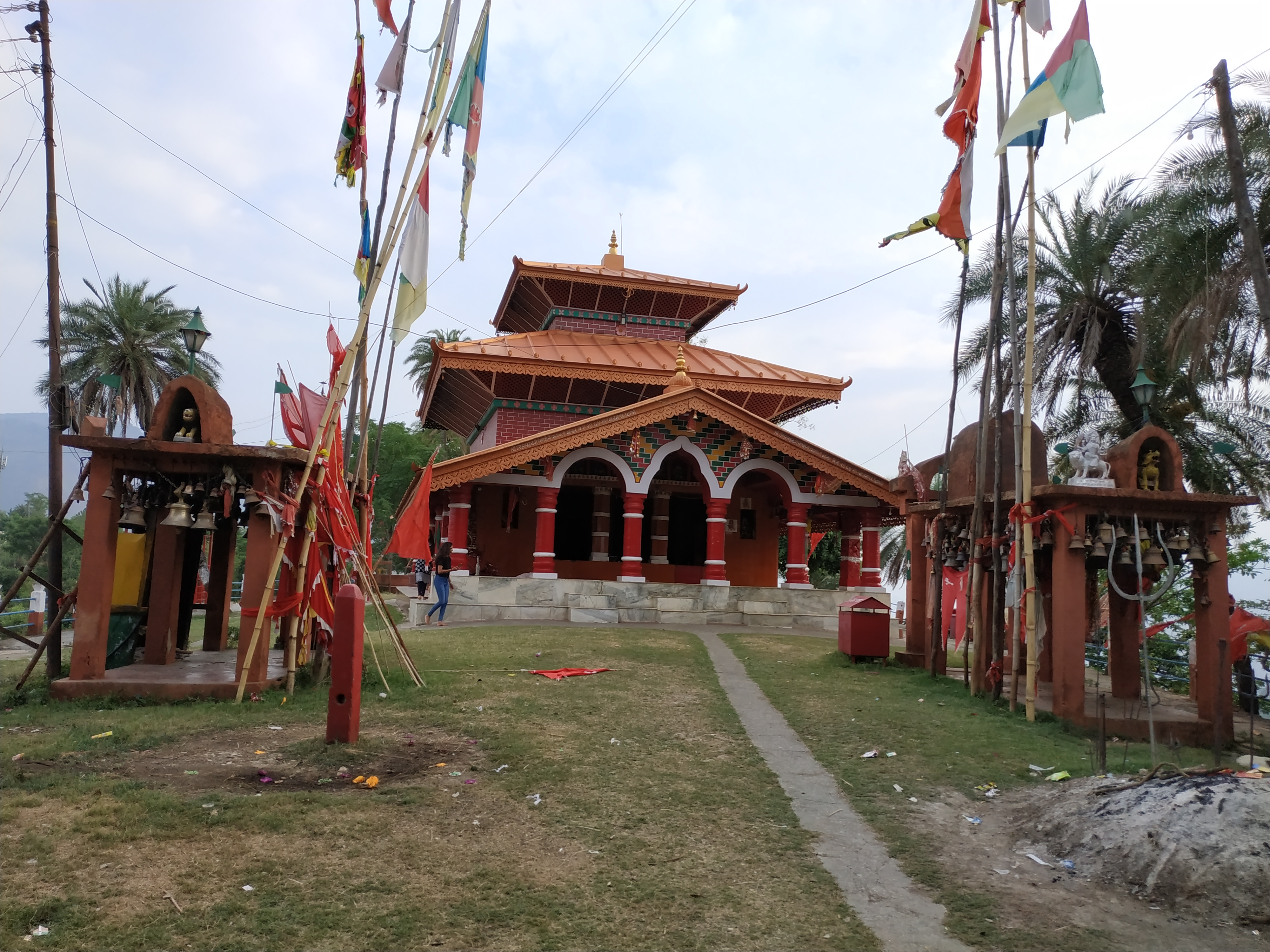
Temple Tripurasundari, Baitadi

## Histoire
Il faisait partie de la zone de Mahakali et de la région de développement Extrême-Ouest jusqu'à la réorganisation administrative de 2015 où ces entités ont disparu.

## Subdivisions administratives
Le district de Baitadi est subdivisé en 10 unités de niveau inférieur, dont 4 municipalités et 6 gaunpalikas ou municipalités rurales.
| #  | Nom             | Nom en népalais | Type         | Population (2011) | Superficie (km2) |
| -- | --------------- | --------------- | ------------ | ----------------- | ---------------- |
| 1  | Dasharathchanda | दशरथचन्द         | municipalité | 34 575            | 135,15           |
| 2  | Patan           | पाटन             | municipalité | 30 435            | 219,26           |
| 3  | Melauli         | मेलौली             | municipalité | 22 545            | 119,43           |
| 4  | Purchaudi       | पुर्चौडी            | municipalité | 39 174            | 198,52           |
| 5  | Surnaya         | सुर्नया            | gaunpalika   | 18 549            | 124,52           |
| 6  | Sigas           | सिगास             | gaunpalika   | 21 510            | 245,44           |
| 7  | Shivnath        | शिवनाथ            | gaunpalika   | 17 115            | 81,65            |
| 8  | Pancheshwor     | पञ्चेश्वर          | gaunpalika   | 18 766            | 120,41           |
| 9  | Dogadakedar     | दोगडाकेदार          | gaunpalika   | 24 632            | 126,38           |
| 10 | Dilasani        | डीलासैनी            | gaunpalika   | 22 924            | 125,28           |